# Heinz Isler
Heinz Isler (Zollikon, 26 de julio de 1926 – Berna, 20 de junio de 2009) fue un ingeniero civil suizo que realizó más de mil cuatrocientas estructuras laminares de hormigón armado, y está considerado uno de los especialistas más importantes de esta técnica del mundo. Es uno de los ingenieros civiles suizos más importantes del siglo xx, junto con Robert Maillart, Othmar Ammann y Christian Menn.

## Biografía

### Familia y estudios
Heinz Isler nació en Zollikon (cantón de Zúrich) en 1926, y es el hijo de Jakob Isler, topógrafo e inspector de caminos, y Anna Moser. El padre de Heinz Isler ejerció una profunda influencia sobre él, ya que le hizo descubrir la naturaleza y el arte. El niño aprendió también a observar la naturaleza de manera detallada y a dibujar en acuarela. Conoció a Maria Müller en 1949, cuando eran estudiantes en Zúrich, y posteriormente cada uno de ellos siguió su propio camino: Maria como pediatra en Berlín y él como ingeniero en Burgdorf. Heinz se reencontró con ella en 1968 y se casaron en 1970. Maria dejó entonces su trabajo para ocuparse de la gestión de la empresa de Heinz en Burgdorf.
Tras haber asistido al instituto cantonal de Zúrich, Heinz Isler empezó a cursar estudios de ingeniería civil en la Escuela Politécnica Federal de Zúrich (EPFZ) en 1945 y obtuvo su diploma en 1950. A continuación, trabajó durante tres años en esa escuela como asistente del profesor Pierre Lardy. Posteriormente, estudió pintura en la Escuela Superior de las Artes de Zúrich durante nueve meses, antes de empezar a trabajar en 1954 en Burgdorf como ingeniero independiente.
Durante sus últimos años de vida, Heinz Isler cuidó de su esposa Maria, que había sufrido un derrame cerebral. Ella le sobrevivió, así como un sobrino y una sobrina.

### Nuevas formas de cubiertas laminares

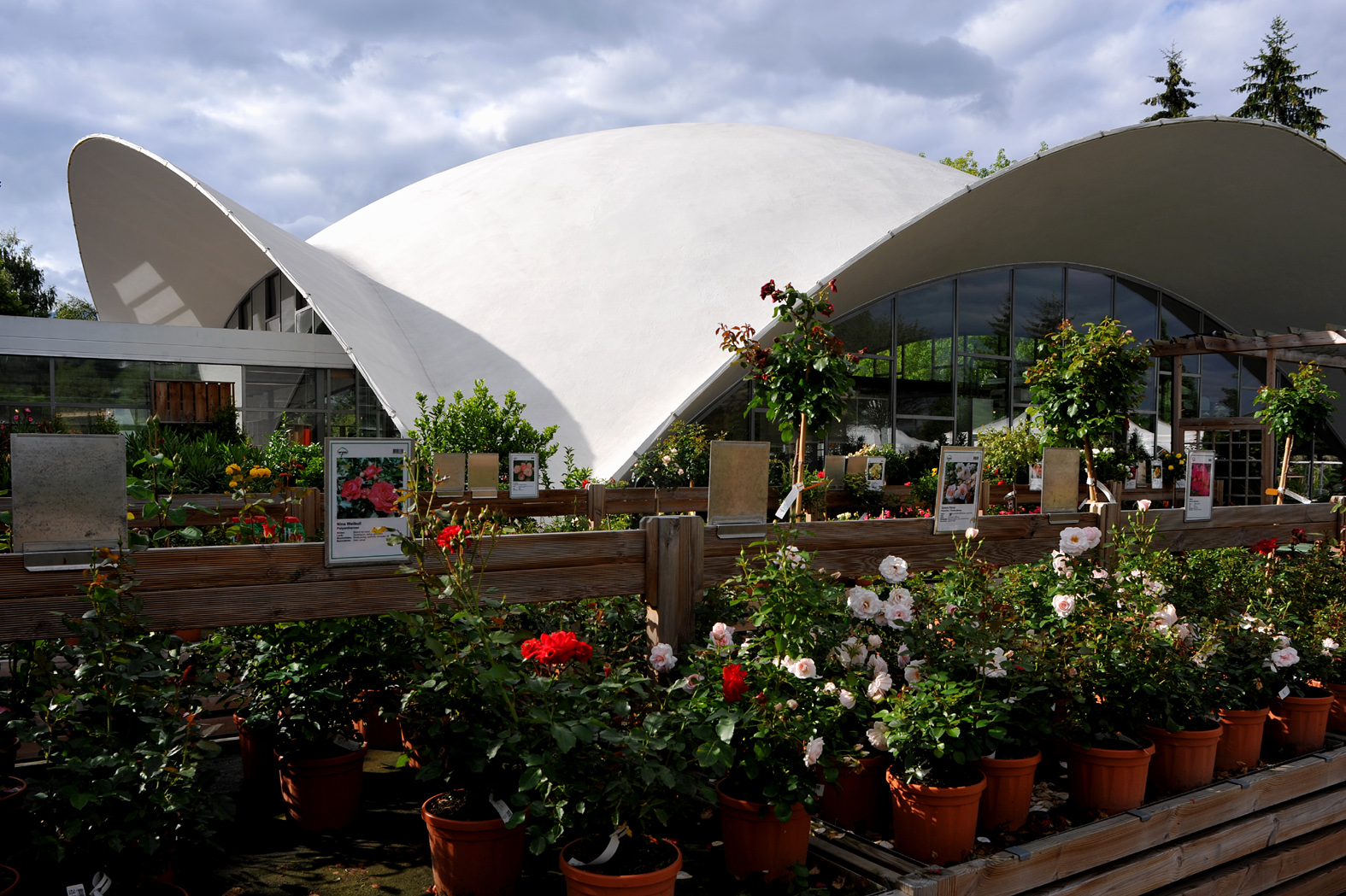
Garden Center, Zuchwil (Soleura, 1962).

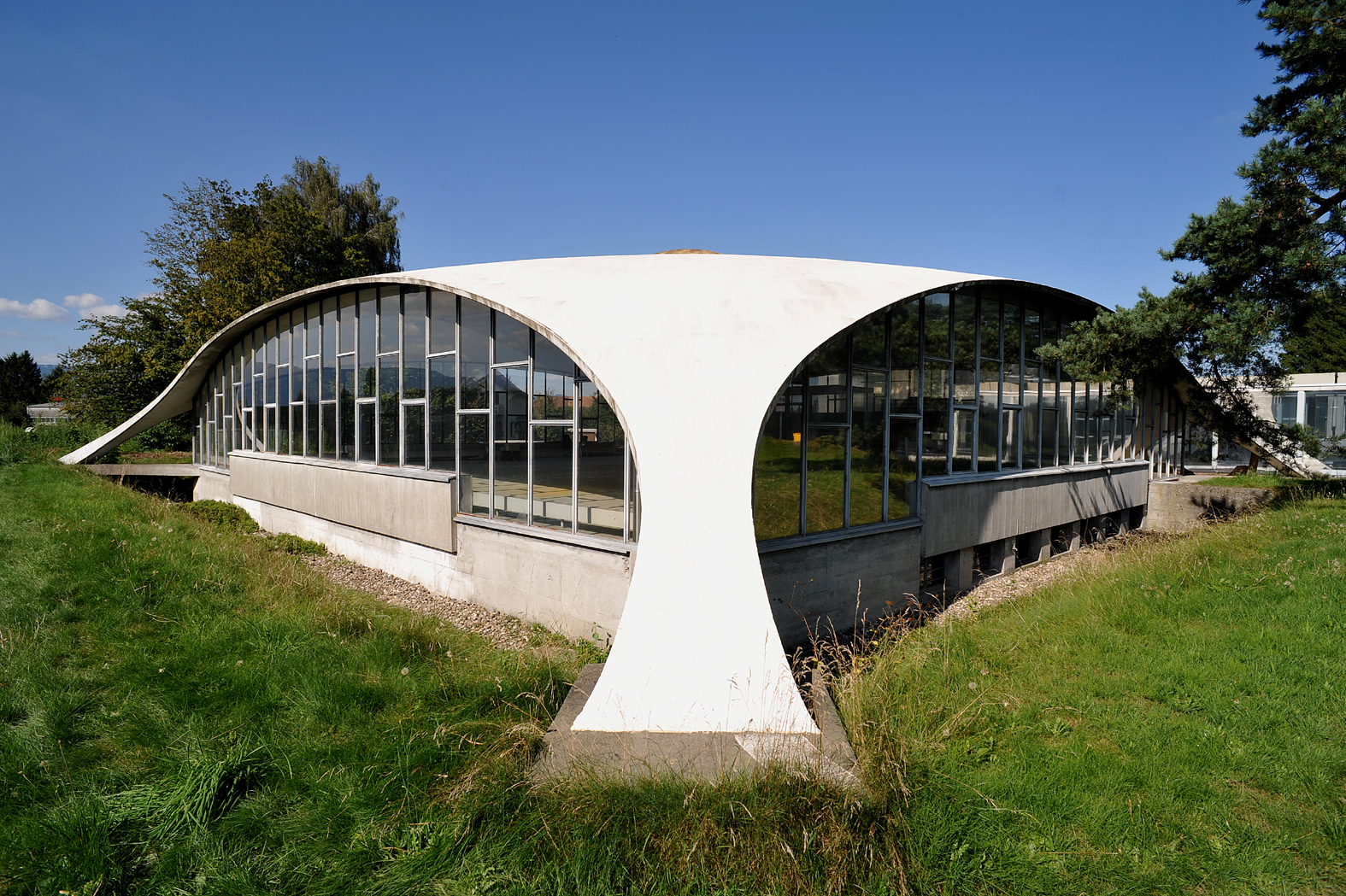
Kilcherschale, Recherswil (Soleura, 1965).

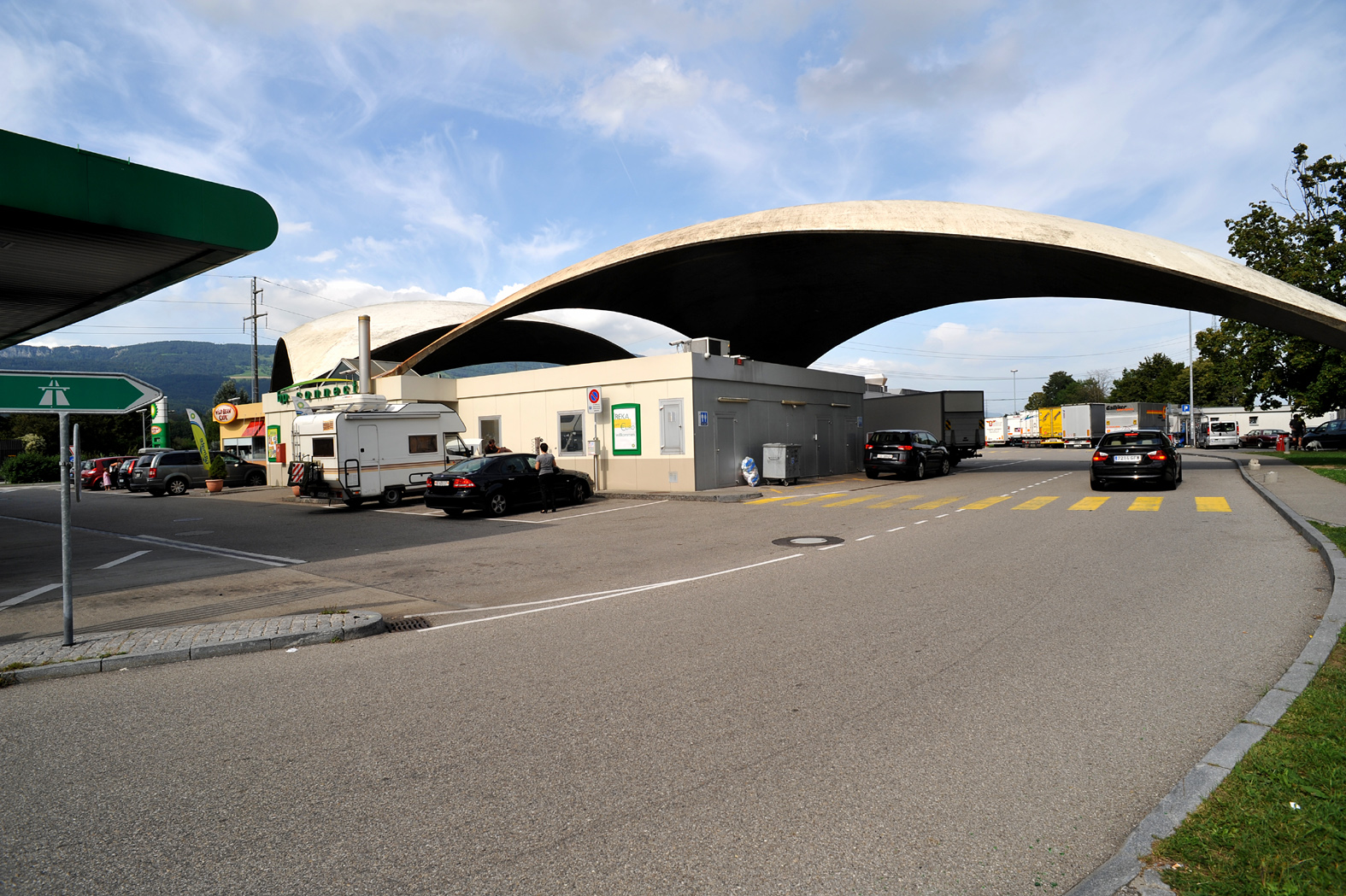
Área de descanso, Deitingen (Soleura, 1968).

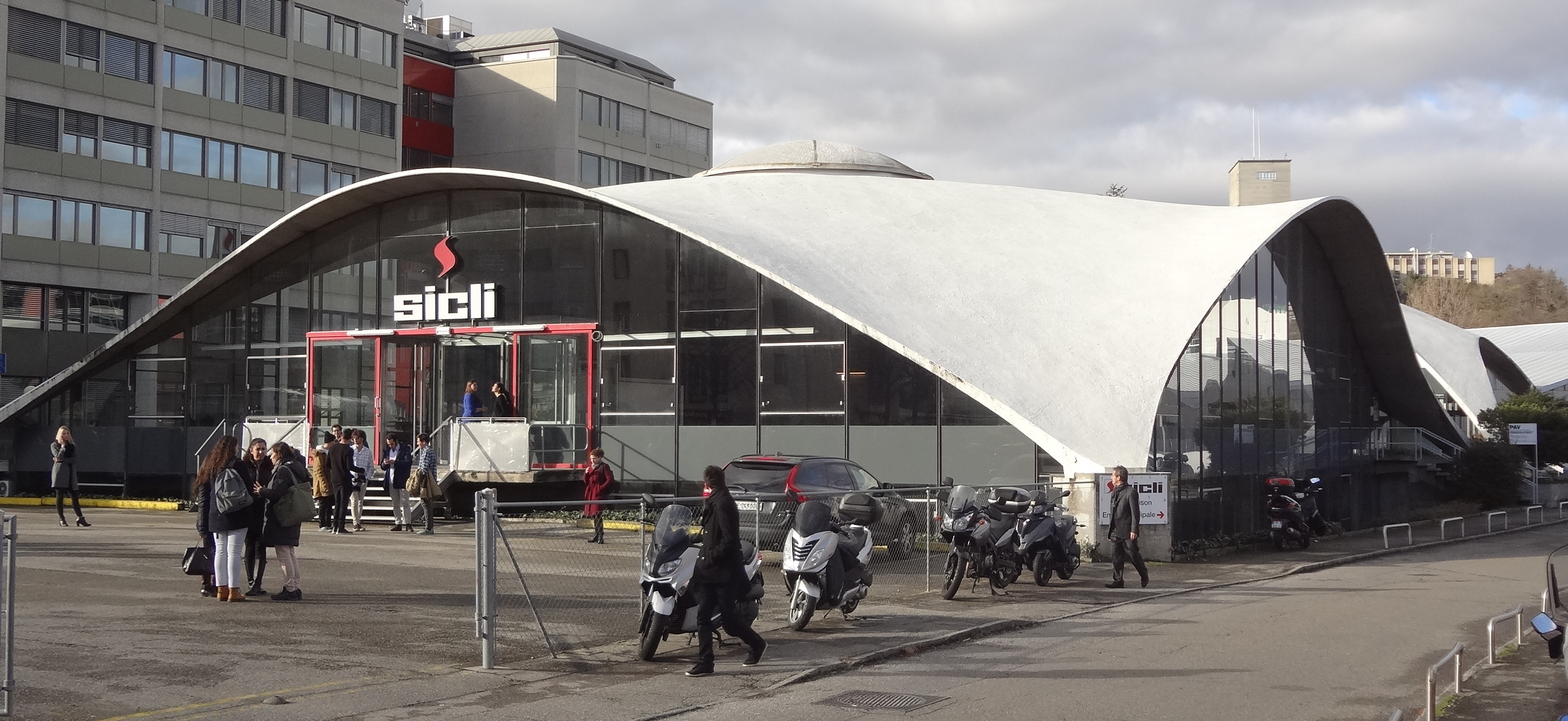
Pavillon Sicli, Ginebra (1969).

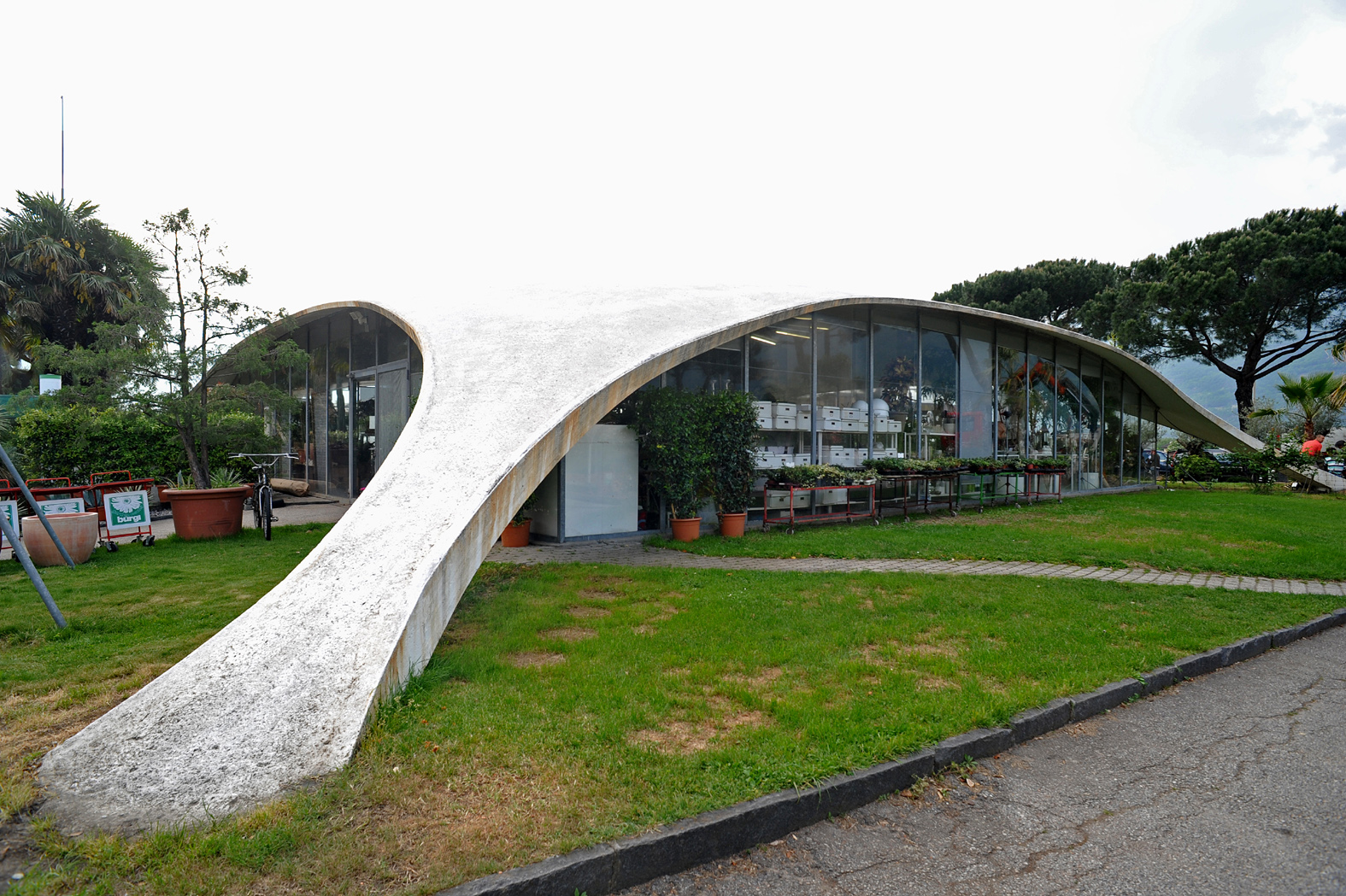
Bürgi Garden Center, Camorino (Tesino, 1973).

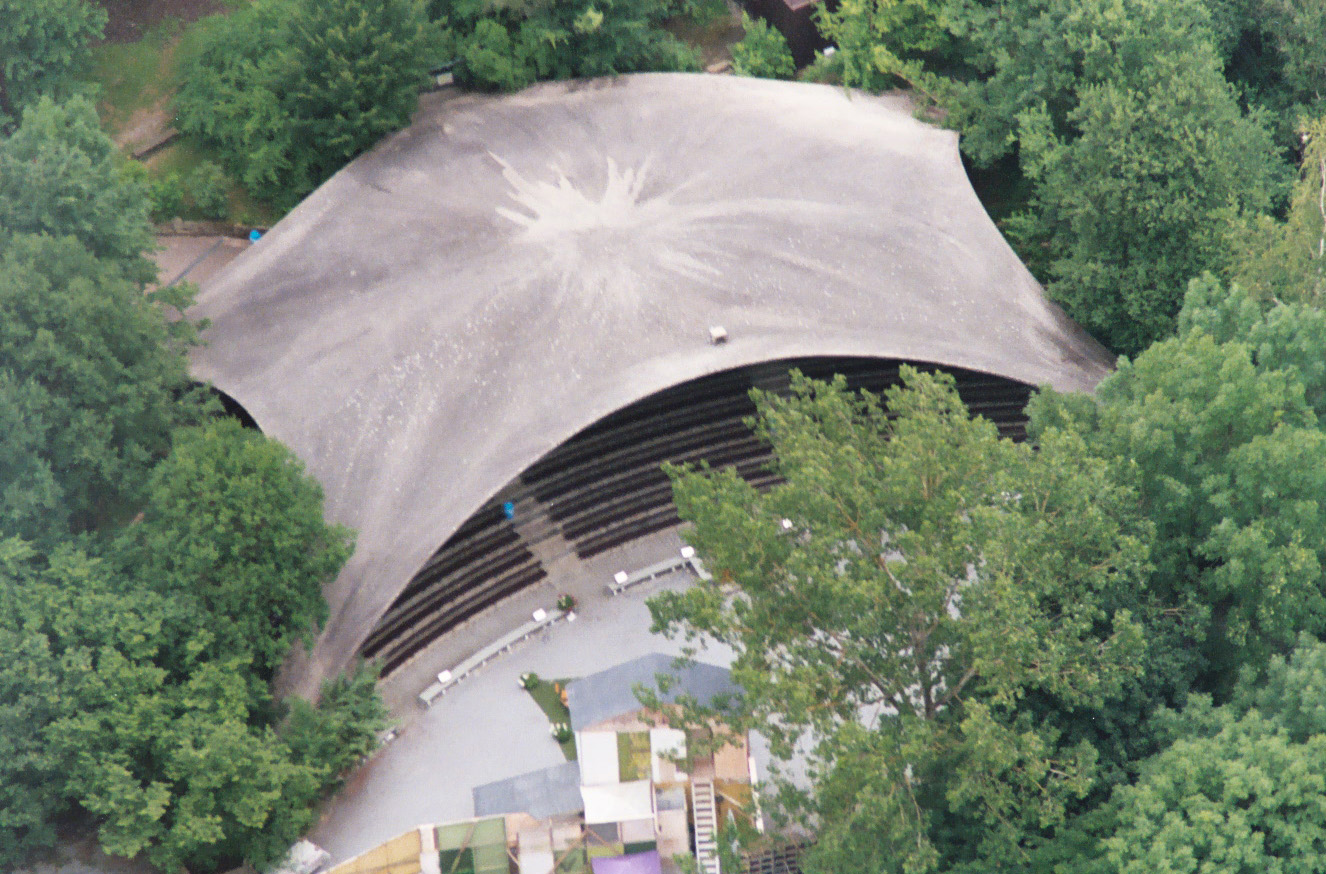
Teatro natural, Aichtal-Grötzingen (Baden-Württemberg, 1977).

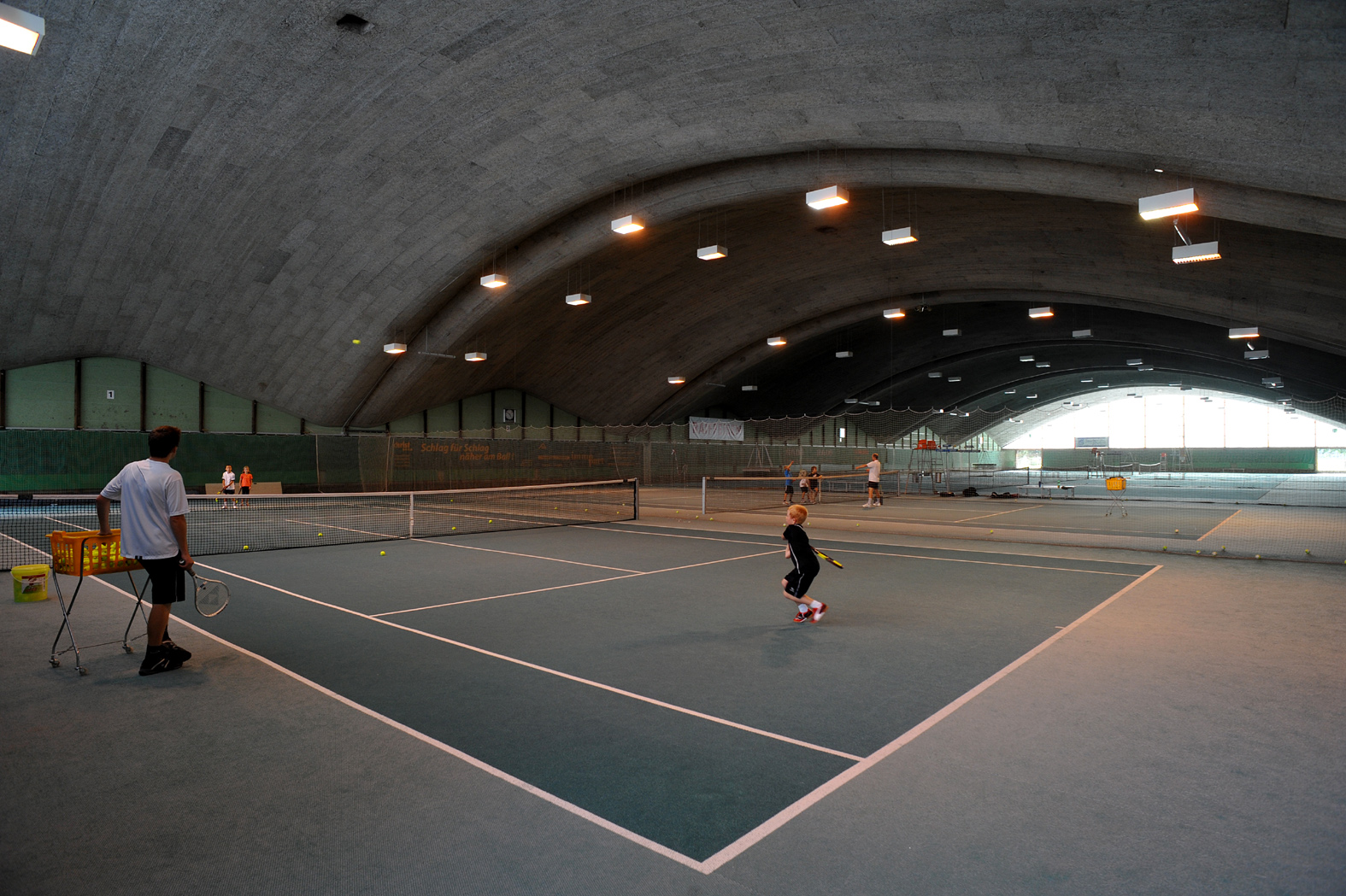
Sala de tenis, Grenchen (Soleura, 1978).

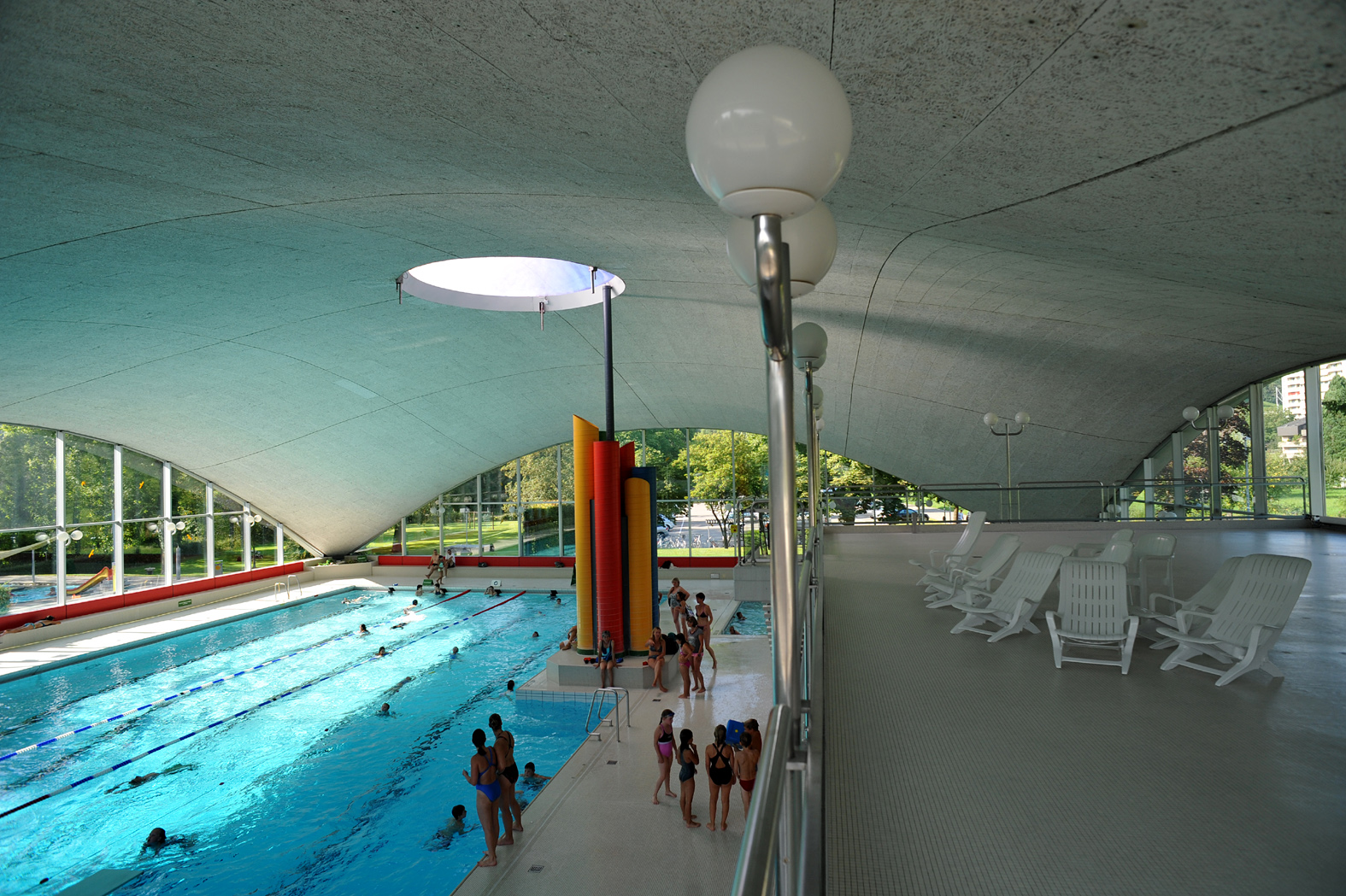
Piscina, Brugg (Argovia, 1981).

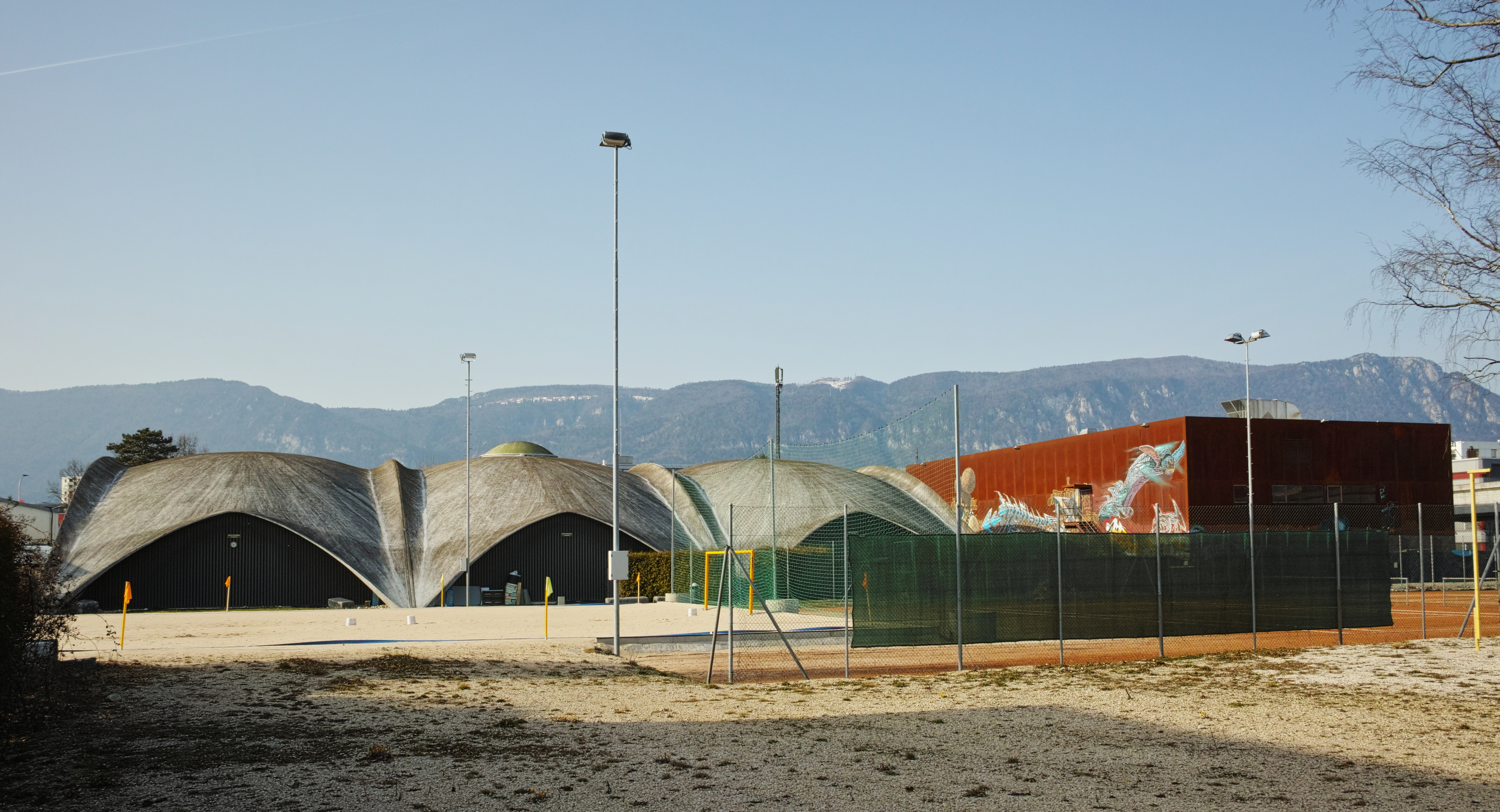
Centro de tenis de Brühl (Soleura, 1982).

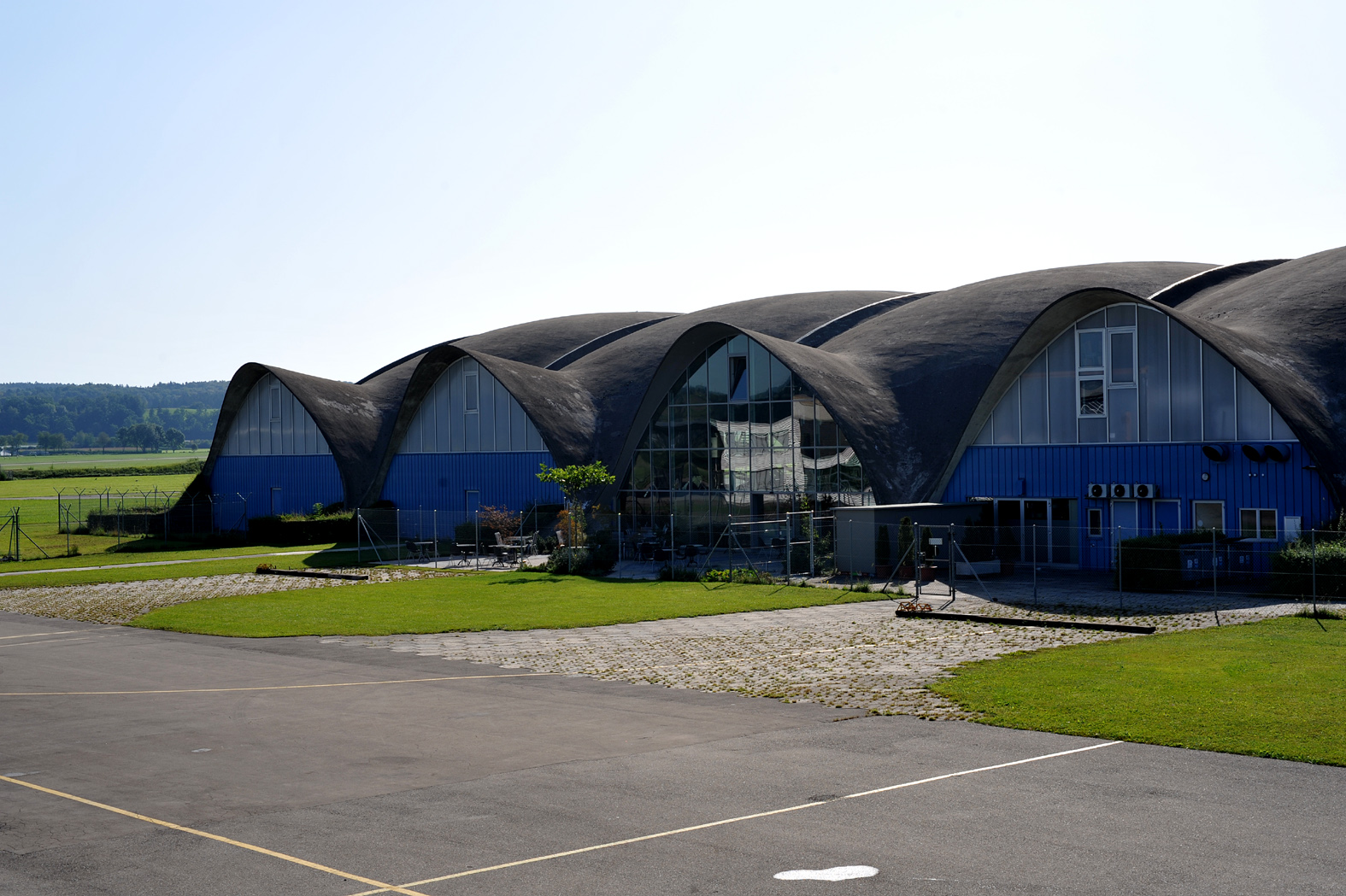
Flieger Flab Museum, Dübendorf (Zúrich, 1986).

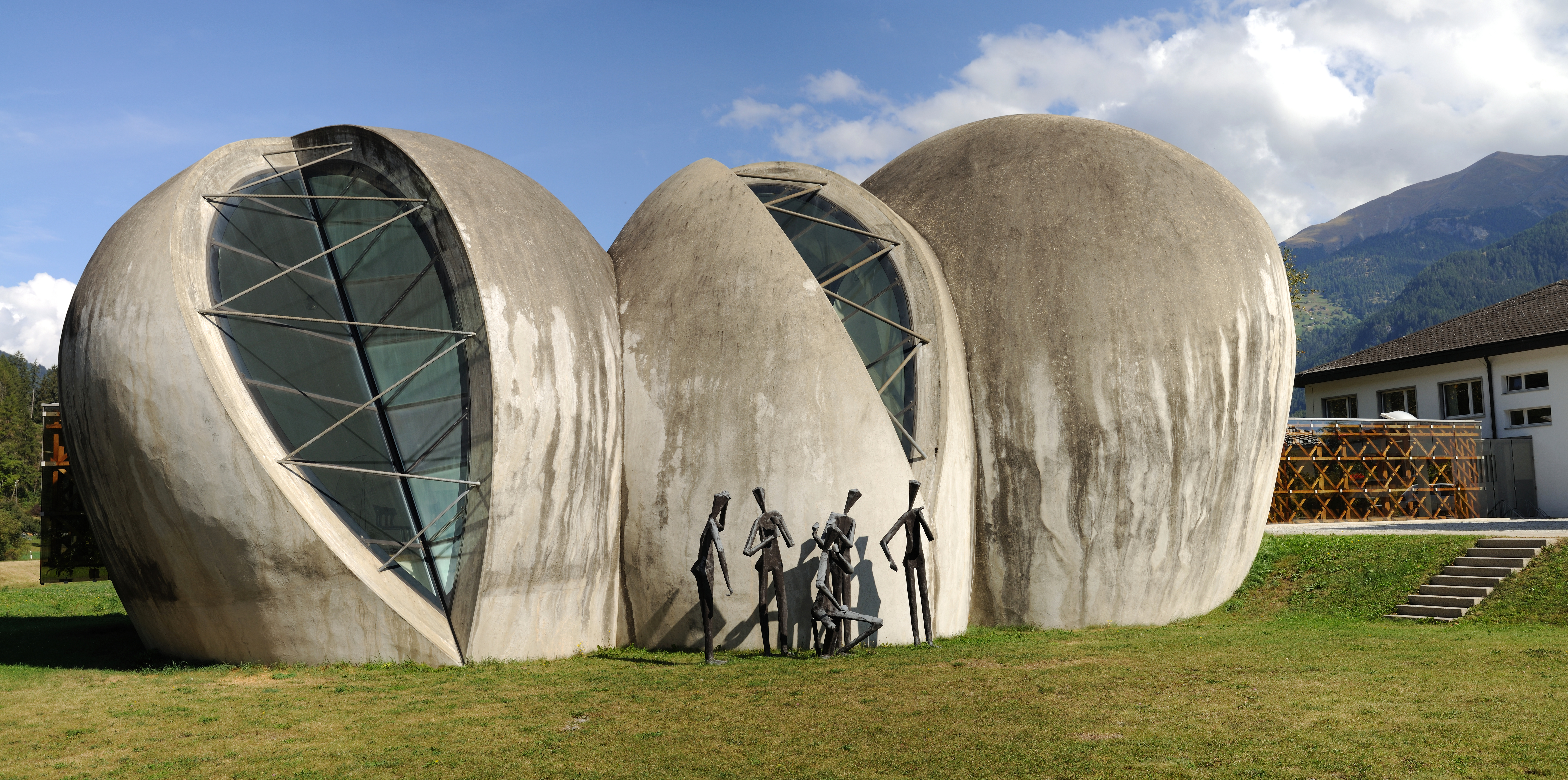
Iglesia de Cazis (Grisones, 2002).

En el congreso fundacional de la Asociación Internacional de Estructuras Laminares (en inglés: International Association for Shell Structures, IASS) en 1959 en Madrid, Heinz Isler dio su primera conferencia internacional, «nuevas formas de estructuras laminares» (New Shapes for Shells), presentó su método y mostró sus maquetas, que «suscitaron mucho asombro entre los especialistas presentes». En efecto, hasta entonces las estructuras laminares de hormigón armado habían adoptado formas que podían ser descritas fácilmente de manera matemática, tales como esferas, conoides o paraboloides hiperbólicos, que permitían calcular más fácilmente las fuerzas y restricciones.
Sus nuevas formas, liberadas de las geometrías clásicas, proceden de experimentos realizados por él mismo, que colgaba telas, inflaba membranas que solidificaba con yeso u hormigón, o incluso congelaba los tejidos húmedos. Una vez dados la vuelta, estos volúmenes tenían una resistencia asombrosa y eran la base de la geometría de las cubiertas con formas curvas óptimas, las estructuras laminares delgadas de hormigón armado. En las telas colgadas, las fuerzas se ejercen mediante tensión, mientras que las cubiertas laminares ejercen bajo su propio peso esencialmente fuerzas de compresión. Con este tipo de estructuras se puede cubrir un espacio de hasta 54 x 58 m con una lámina de hormigón armado de tan solo 15 a 19 centímetros de espesor.
Técnicamente, Heinz Isler utilizó tres métodos: por «expansión» (earth mounds), por «suspensión» (hanging cloths) y por «inflado» (inflated rubber membranes). Estos métodos dieron origen a estructuras laminares como, respectivamente, el Garden Center en Zuchwil (1962), el centro de distribución de Coop en Wangen bei Olten (1960) y el área de descanso de Deitingen (1968). Charles Mäder describió en 2008 estos tres enfoques de una manera más gráfica: Heinz Isler habría experimentado con un «cojín inflado» en 1954, con una «tela mojada colgada» y posteriormente congelada en 1955, y con espuma de poliuretano saliendo de un tubo de sección cuadrada en 1963. Las estructuras de tipo «suspensión» o «inflado» están sometidas exclusivamente a fuerzas de compresión, lo que es ideal para el hormigón, que es débil en tensión pero fuerte en compresión.
Los tres principios que guiaron a Heinz Isler fueron la simplicidad y la modestia de los medios de acuerdo con el respeto a la naturaleza, la pureza del concepto, y la precisión y corrección de los experimentos físicos.
Heinz Isler colaboró desde 1955 con el arquitecto Michael Balz y con la empresa Willi Bösiger SA de Langenthal, que construyó la mayor parte de sus estructuras. El arquitecto Heinz Bösiger, hijo de Willi, también trabajó con Heinz Isler, antes de retomar junto con su hermano Max la empresa familiar. Heinz Bösiger resumió sus más de cincuenta años de experiencia en la construcción de estructuras laminares en un artículo publicado en 2011 por el IASS.
Heinz Isler diseñó y construyó más de mil cuatrocientas estructuras de este tipo. En la mayor parte de las ocasiones, demostró su estabilidad basándose en maquetas. Además, elaboró el proceso de construcción, supervisó la ejecución y vigiló durante años el comportamiento de las estructuras. El enfoque de Heinz Isler y su búsqueda de nuevas formas se enmarcan en una tendencia internacional orientada hacia la «estetización» y la «puesta en cuestión del modelo absoluto de la geometría pura como único medio de cálculo y de aplicación».
Heinz Isler formó parte del equipo de Behnisch & Partner, que ganó el concurso para el parque olímpico de Munich en 1967 con sus techos en forma de carpas, para los Juegos Olímpicos de Múnich 1972. En esta época, Isler tenía una treintena de ingenieros que trabajaban con él en Burgdorf, y otros tantos trabajaban para el estadio de Múnich.
El éxito de las estructuras laminares disminuyó a partir de los años setenta, debido a criterios económicos y energéticos. Estos grandes volúmenes serían criticados por su consumo de energía.
John Chilton dedicó una obra a Heinz Isler, publicada en 2000 en Londres como parte de la colección The Engineer's Contribution to Contemporary Architecture. Esta obra presenta sucesivamente: el hombre, su filosofía y sus influencias; las investigaciones sobre las formas y las fuerzas; las obras de tipo «burbuja» (bubble); las de tipo «formas libres» (free forms); las de tipo «membrana invertida» (inverted membrane); las otras formas; las estructuras laminares translúcidas; la influencia de Heinz Isler y el futuro de las estructuras laminares delgadas de hormigón.

### Asociación Internacional de Estructuras Laminares
Cuando Heinz Isler presentó sus conceptos en el primer congreso de la IASS en Madrid el 16-20 de septiembre de 1959, entre la audiencia se encontraban personalidades como Eduardo Torroja (1899-1961, ingeniero español que popularizó el uso del hormigón armado en los años veinte y fundador de la IASS), Ove Arup (1895-1988, ingeniero anglo-danés fundador de Arup) y Nicolas Esquillan (1902-1989, ingeniero francés). En el congreso de 1979, también en Madrid —donde se celebran cada diez años—, Isler hizo balance de los veinte años transcurridos en su conferencia «nuevas formas de estructuras laminares - veinte años después» (New shapes for shells - Twenty years after). 
Heinz Isler ejerció una profunda influencia sobre la IASS, sobre sus miembros y sobre la percepción internacional del diseño de estucturas laminares de hormigón armado. Fue durante numerosos años miembro activo del comité ejecutivo de la IASS, y posteriormente miembro de su consejo consultivo. Se convirtió en miembro honorario en 1994. El respeto a su persona se muestra todavía en 1999 en la invitación que le hicieron de resumir ante el congreso los éxitos de la asociación.
La asociación, transformada en International association for shell and spatial structures («Asociación Internacional de Estructuras Laminares y Espaciales»), dedicó un número de su revista a Heinz Isler en 2011, en el cual el profesor David P. Billington de la Universidad de Princeton (creador del concepto de arte estructural como campo de la ingeniería estructural) testimonia su larga colaboración profesional y amistad con Heinz y Maria Isler, y explica cómo instaba a los profesores de ingeniería civil a que estimularan la creatividad estética de sus estudiantes.

### Personalidad
Los que conocieron bien a Heinz Isler lo describen como «alegre, gracioso y curioso». No conocía frontera entre el tiempo libre y el trabajo. En el contexto de la lucha por la conservación del área de descanso de Deitingen, Roger Diener, Peter Zumthor, Tilla Theus y Mario Botta dijeron de él que era «un ingeniero que quería crear edificios que sirvieran a las personas al mismo tiempo que enriquecieran la arquitectura», y que consiguió «combinar la economía, la funcionalidad y la ecología con la belleza y la poesía».

## Principales obras
Heinz Isler diseñó una refinería de plata y oro en Pforzheim (Baden-Württemberg) con una cubierta compuesta por nueve velas delgadas, finalizada en 1954. Posteriormente diseñó el centro de distribución de Coop en Wangen bei Olten (cantón de Soleura), construido en 1960, con su cubierta formada por una estructura laminar delgada de hormigón armado de 54.6 x 58.8 m.
El edificio de exposición de semillas y plantas de Wyss en Zuchwil (Soleura) fue la primera gran estructura laminar de Heinz Isler, en 1962. La construcción reposa sobre cuatro puntos de apoyo y cubre una superficie de 650 m². La cubierta, de 7 cm de espesor, presenta refuerzos en voladizo de 6 cm de grosor. En 2007 fue declarado bien cultural de importancia cantonal. 
Heinz Isler diseñó el supermercado Migros de Bellinzona (Tesino), cuya cubierta tiene una luz de 31 metros, construido en 1964. En 1965, Isler realizó el techo de la fábrica de la empresa Kilcher en Recherswil (Soleura), una estructura laminar con cuatro anclajes y bordes libres de 25 × 25 m. También diseñó la cubierta laminar con forma de paraboloide hiperbólico, con una luz de 26 m, de la iglesia del Espíritu Santo de Lommiswil (Soleura), terminada en 1967. En 1966 realizó alrededor de París una serie de estructuras laminares pentagonales para la cadena de centros de jardinería Les Florélites Clause, comprada por Truffaut en 1987.
En 1968 construyó dos cubiertas triangulares en el área de descanso de Deitingen sur (Soleura) de la autopista A1, que tienen una altura máxima de 11,5 metros y miden 26 × 31,6 m cada uno. Esta construcción es «de una gran audacia técnica y de puesta en obra. El reducido espesor del material en el punto más alto de la estructura —menos de 10 cm de hormigón—, asociado al pequeño radio de curvatura derivado de una geometría por suspensión, exigió una puesta en obra particularmente audaz. La distancia a la cual se sitúa el tercer apoyo es también una particularidad técnica destacable». La ausencia de toda pared hace de estas láminas entidades «estructurales y autoportantes, incluso esculturales». Cuando fueron amenazadas por la demolición en 1999, un grupo de arquitectos suizos, entre los cuales Mario Botta, promovieron una campaña para su conservación.
El «edificio más famoso de Isler», por su particular concepción, sería la fábrica de extintores Sicli en Ginebra: una estructura laminar asimétrica terminada en 1969 en el barrio industrial de Les Acacias. El director de la fábrica Sicli, Frédéric Sachs, fue seducido por la estación de servicio de Deitingen sur, que había observado en sus viajes entre Ginebra y Zúrich, y por esta razón le encargó el proyecto a Isler.
En Chamonix (Alta Saboya), Heinz Isler participó en los estudios de la estructura de la piscina de Richard-Bozon (1971) y de la Escuela Nacional de los Deportes de Montaña (1974). La piscina del hotel Splendide Royal de Lugano (Tesino) fue cubierta con una lámina de 16 m en 1972. El techo del teatro natural de Aichtal-Grötzingen (Baden-Württemberg), construido en 1977, se apoya sobre cinco anclajes. Con un grosor de entre 9 y 12 cm, mide 28 x 42 m y cubre una superficie de 600 m². La sala de tenis de Grenchen fue construida en 1978 con cuatro estructuras laminares contiguas de 47 x 17,3 m. En 1993, la sala fue ampliada con dos nuevas estructuras. El centro deportivo y sala de tenis de Düdingen (Friburgo), de 48 m de luz, fue completada en 1978. Los techos de la piscina y de la sala de tenis de Heimberg (Berna) tienen luces de 35 y 48 m, y fueron completadas en 1978.
En 1980 se completó la «casa Balz» en Leinfelden-Echterdingen (Baden-Württemberg), para la cual Heinz Isler realizó los cálculos de estructuras de los techos laminares. En el mismo lugar realizó un teatro en 1976-1990, el Theater unter den Kuppeln. El techo de la piscina cubierta de Brugg, construido en 1981, mide 35 x 35 m. Los centros de tenis de Brühl (Soleura) y de la Tène (Marin-Epagnier, Neuchâtel) están formados por varias estructuras laminares y fueron terminados en 1982 y 1983, respectivamente. El techo del Flieger Flab Museum, el museo de aviación de Dübendorf, construido en 1986, se compone de cuatro estructuras laminares y mide 51,7 x 18,7 m.
El techo del Norwich Sports Village Hotel (piscina, centro acuático, hotel y gimnasio) en Norwich (Reino Unido) está formado por varias láminas de 48 m de luz, realizadas entre 1987 y 1991. La iglesia de Cazis (Grisones) fue diseñada en 1996-1997 con la colaboración de Heinz Isler sobre un proyecto del arquitecto Werner Schmidt.

## Reconocimientos
En 1983, Heinz Isler recibió un doctorado honoris causa de la Escuela Politécnica Federal de Zúrich (EPFZ) por petición del departamento de ingeniería civil. Ese mismo año, se convirtió en profesor honorario en la facultad de arquitectura del Instituto Tecnológico de Karlsruhe. En 1997, recibió la medalla Torroja, el premio Matsui y el premio Tsuboi. En 2006 recibió la medalla Freyssinet de la Federación Internacional del Hormigón (en inglés: International Federation for Structural Concrete).

## Archivos
Los archivos de Heinz Isler fueron transmitidos en 2014 a los archivos del Instituto para el Estudio de la Historia y la Teoría de la Arquitectura (en alemán: Institut für Geschichte und Theorie der Architektur) del departamento de arquitectura de la Escuela Politécnica Federal de Zúrich. Estos archivos incluyen documentación de los proyectos, dibujos y maquetas, y fueron objeto de una clasificación por el profesor Joseph Schwartz.

### Publicaciones de Isler
- Isler, Heinz (septiembre de 1979). «New Shapes for Shells - Twenty Years After». Journal of the International Association for Shell Structures (en inglés) (71).
- Isler, Heinz (agosto de 1994). «Concrete Shells Derived from Experimental Shapes». Structural Engineering International (en inglés) 4 (3): 142-147. Consultado el 8 de abril de 2020.
- Isler, Heinz (2008). «Shell Structures: Candela in America and What We Did in Europe».  En Nordenson, Guy, ed. Seven Structural Engineers (en inglés). Nueva York: The Museum of Modern Art. pp. 86-101. ISBN 978-0-87070-703-2.

### Libro y artículos de John Chilton
- Chilton, John (2000). Heinz Isler. The Engineer's Contribution to Contemporary Architecture (en inglés). Londres: Thomas Telford. ISBN 9780727728784. Consultado el 8 de abril de 2020.
- Chilton, John; Chuang, Chu-Chun (2017). «Rooted in Nature. Aesthetics, Geometry and Structure in the Shells of Heinz Isler». Architecture and Mathematics (en inglés) 19 (3): 763-785.
- Chuang, Chu-Chun; Chilton, John (2016). «Design and Modelling of Heinz Isler’s Sicli». Spatial Structures in the 21st Century : Proceedings of the IASS Annual Symposium 2016 (en inglés).
- Chilton, John (2011). «Heinz Isler. Shells for two churches». Journal of the International Association for Shell and Spatial Structures (en inglés) 52 (3): 173-183.
- Chilton, John (febrero de 2011). «Eminent Structural Engineer Prof. Dr Heinz Isler (1926–2009)». Structural Engineering International (en inglés) 21 (1): 124-126. Consultado el 8 de abril de 2020.
- Chilton, John (julio de 2010). «Heinz Isler's Infinite Spectrum. Form‐Finding in Design». Architectural Design (en inglés) 80 (4): 64-71. Consultado el 8 de abril de 2020.

### Libros
- Bali, Margareta; Sironi, Luca; Trifunović, Aleksandar (2016). L‘ancienne usine Sicli à Genève. Rapport final. Cours Structures complexes (en francés). Lausana: EPFL. Consultado el 8 de abril de 2020.
- Heinz Isler. 50 Years of "New Shapes for Shells". Journal of the International Association for Shell and Spatial Structures (en inglés) (169, Vol. 52 No. 3). Madrid: International Association for Shell and Spatial Structures (IASS). septiembre de 2011. pp. 131-199. ISSN 1028-365X.
- Ramm, Ekkehard; Schunk, Eberhard (1986). Heinz Isler. Schalen : Katalog zur Ausstellung (en alemán) (3). Zúrich: Hochschulverlag. ISBN 978-3-7281-2792-1.
- Deppe, Otto (1995). Heinz Isler – Schalen. Sarawak, Sabah und die Ostküste (en alemán). W. Rau. ISBN 3-7919-0614-3.
- Heinz Isler as structural artist [exhibición]. April 1-May 11, 1980 [catálogo] (en inglés). Princeton: The Art Museum, Princeton University. 1980.

### Artículos
- Dupraz, Christian (2013). «Heinz Isler, Maître-coque / Heinz Isler, Meister des Schalenbaus». DADI (en francés y alemán) (5).
- Kotnik, Toni; Schwartz, Joseph (2011). «The architecture of Heinz Isler». Journal of the International Association for Shell and Spatial Structures (en inglés) 52 (3): 185-190. Consultado el 8 de abril de 2020.
- Balz, M.; Billington, D.; Chilton, J.C.; Ramm, E. (2009). «In memoriam, Heinz Isler. Shell builder and structural artist». Journal of the International Association for Shell and Spatial Structures (en inglés) 50 (161-2): 67-68. ISSN 1996-9015. Consultado el 8 de abril de 2020.
- Greiner-Mai, Doris (agosto de 2009). «Heinz Isler gestorben». Bautechnik (en alemán) 86 (8): 522-523. Consultado el 8 de abril de 2020.
- Mäder, Charles (2008). «Bau-Kunst am Beispiel des Wirkens von Heinz Isler in Burgdorf». Burgdorfer Jahrbuch (en alemán) 75: 161-164. Consultado el 8 de abril de 2020.
- Bösiger, Heinz (2006). «Bildender Künstler und Pionier im Schalenbau». Der Bauingenieur (en alemán) (8): 10-17. ISSN 1661-7037.
- Schunck, Eberhard (2003). «Heinz Isler, Bauingenieur und bildender Künstler». Deutsche Bauzeitung (en alemán) (4): 90-95.
- Allenspach, Christoph (1999). «Heinz Isler: Schalenformen nach den Gesetzen der Natur / Heinz Isler : des formes conchoïdes conformes aux lois de la nature». Baudoc-Bulletin (en alemán y francés) 31 (12): 7-18.
- Rutishauser, Samuel (mayo de 1990). «Les voiles en béton de Heinz Isler, de la station-service au monument historique». Patrimoine et architecture (en francés) (9): 38-41.
- Billington, David P. (1986). «Heinz Isler: Ein Ingenieur als bildender Künstler». Deutsche Bauzeitung (en alemán) (8): 28-33.